# 松阪中央総合病院
松阪中央総合病院（まつさかちゅうおうそうごうびょういん）は、三重県厚生農業協同組合連合会（JA三重厚生連）が三重県松阪市に設置する病院。
2022年8月より、ドクターカーの運用を開始し、2024年10月に三重県から救命救急センターの指定を受けている。
がん診療拠点病院であり、手術ロボット　ダ・ヴィンチを導入。

## 沿革
- 昭和36年7月 一般132床、結核80床、合計212床に開院 院長　波利井清一
- 昭和37年6月 総合病院の承認受ける。中央総合病院に名称変更
- 昭和38年3月 一般215床、結核78床、合計293床に増床
- 昭和45年1月 病棟増築により一般50床を増床し、一般265床、結核78床　合計343床
- 昭和45年1月 人工透析開始
- 昭和49年1月 竹内藤吉院長就任
- 昭和51年5月 管理棟完成し、一般50床増床し、一般315床、結核78床　合計393床
- 昭和51年5月 内容変更により結核78床のうち40床を一般病床とする
- 一般355床、結核38床、合計393床
- 昭和52年1月 臨床研修病院指定を受ける
- 昭和52年5月 小児科外来増改築完成
- 昭和52年6月 名称を中央総合病院から松阪中央総合病院に変更
- 昭和53年4月 結核38床を一般病床に変更及び4床増床（ICU 2床・CCU 2床）し、一般病棟のみで397床
- 昭和53年7月 管理棟5階を内容変更し、人工透析を24床とする
- 昭和56年3月 鉄筋コンクリート5階建が完成、一般病棟92床増床し、合計489床
- 昭和56年3月 人工透析室34床
- 昭和57年5月 既設診療棟の改造と増築診療棟鉄骨２階建て完成によりCTスキャナー室を設置
- 昭和59年9月 岡林義弘院長就任
- 昭和60年1月 麻酔科新設
- 昭和60年11月 医事コンピューターシステム開始（外来、入院）
- 昭和60年12月 医療用ライナック設置
- 昭和62年4月 無菌室２室完成
- 昭和62年4月 RI室移設完成
- 昭和62年4月 神経内科新設
- 平成元年７月 体外衝撃波尿路結石破砕装置（ESWL)設置
- 平成2年7月 精神神経科新設
- 平成2年7月 MRI磁気共鳴断層診断装置設置
- 平成7年4月 幸治隆一院長就任
- 平成9年4月 新病院開院（移転新築）　　一般病棟440床
- 平成9年4月 在宅介護支援センター開設
- 平成9年4月 リハビリテーション科新設
- 平成10年11月 訪問看護ステーション開設
- 平成12年1月  日本医療機能評価機構の一般病院種別Ｂ　認定
- 平成15年8月 世界最高速全身MRI装置（フィリップス社）設置
- 平成15年10月 医薬分業開始
- 平成16年 3月 地域医療支援病院承認
- 平成17年1月 地域がん診療連携拠点病院
- 平成17年1月 日本医療機能評価機構の一般病院種別Ｂ Ｖｅｒ.4更新
- 平成17年7月 松阪地区小児救急拠点病院として二次救急医療担当
- （24時間365日）
- 平成18年6月 DPC対象病院
- 平成18年10月 玉置久雄院長就任
- 平成19年3月 化学療法室（センター）完成２０床
- 平成19年4月 日本人間ドック学会　人間ドック検診施設機能評価認定
- 平成21年4月 IMRT対応放射線治療装置導入　放射線治療科新設
- 平成22年1月 日本医療機能評価機構の一般病院 Ｖｅｒ.6更新
- 平成23年7月 開院50周年
- 平成24年2月 災害拠点病院指定
- 平成24年4月 巡回検診事業の全面委託化
- 平成24年12月 院内保育施設「ドレミ保育園」新設
- 平成25年4月 最新MRI装置3.0T導入(Philips Ingenia 3T)
- 平成25年5月 放射線治療棟増築棟完成
- 平成25年9月 PHILIPS社製　血管造影X線診断装置導入
- 平成26年5月 病理診断科開設
- 平成26年10月 三田孝行院長就任
- 平成27年1月 日本医療機能評価機構の一般病院2　3ｒｄＧ：Ｖｅｒ.1.0再認定
- 平成28年11月 最新PET・CT装置導入
- 平成29年2月 人間ドック健診施設評価認定 更新
- 平成31年3月 「女性が働きやすい医療機関」認証
- 令和2年1月 日本医療機能評価機構の一般病院2　3ｒｄＧ：Ｖｅｒ.2.0再認定
- 令和2年2月 へき地医療拠点病院指定
- 令和3年8月 手術支援ロボット「ダ・ヴィンチＸi」導入
- 令和3年10月 ２管球ＣＴ導入
- 令和3年10月 新棟（北館）竣工
- 救急センター、内視鏡センター、救急病棟20床、血液浄化センター、健康管理センター　整備
- 令和4年4月 田端正己院長就任
- 令和4年4月 ICU 6床稼働
- 令和4年6月 救急科新設
- 令和4年8月 ドクターカー運用開始
- 令和6年1月 歯科口腔外科新設
- 令和6年4月 卒後臨床研修評価機構による臨床研修機能評価再認定
- 令和6年10月　救命救急センター指定

## 診療科
- 内科
- 胃腸科
- 外科
- 脳神経外科
- 胸部外科
- 産婦人科
- 眼科
- 耳鼻咽喉科
- 小児科
- 整形外科
- 皮膚科
- 泌尿器科
- 放射線科
- 神経内科
- 麻酔科
- 精神神経科
- リハビリテーション科
- 病理診断科
- 救急科
- 歯科口腔外科

## 医療機関の指定・認定
（下表の出典）
| 保険医療機関                                   | 難病の患者に対する医療等に関する法律（平成26年法律第50号）に基づく指定医療機関 |
| 労災保険指定医療機関                           | 原子爆弾被害者一般疾病医療取扱医療機関                                         |
| 指定自立支援医療機関（更生医療）               | 母体保護法指定医の配置されている医療機関                                       |
| 指定自立支援医療機関（育成医療）               | 地域医療支援病院                                                               |
| 指定自立支援医療機関（精神通院医療）           | 災害拠点病院                                                                   |
| 身体障害者福祉法指定医の配置されている医療機関 | 小児救急医療拠点病院                                                           |
| 精神保健指定医の配置されている医療機関         | 臨床研修病院                                                                   |
| 生活保護法指定医療機関                         | がん診療連携拠点病院                                                           |
| 結核指定医療機関                               | 特定疾患治療研究事業委託医療機関                                               |
| 指定養育医療機関                               | DPC対象病院                                                                    |
| 指定小児慢性特定疾病医療機関                   |                                                                                |

公益財団法人日本医療機能評価機構認定病院
このほか、各種法令による指定・認定病院であるとともに、各学会の認定施設でもある。

## 交通アクセス
- 三重交通バス「松阪中央総合病院停留所」停留所下車[3]。